# Slieve League

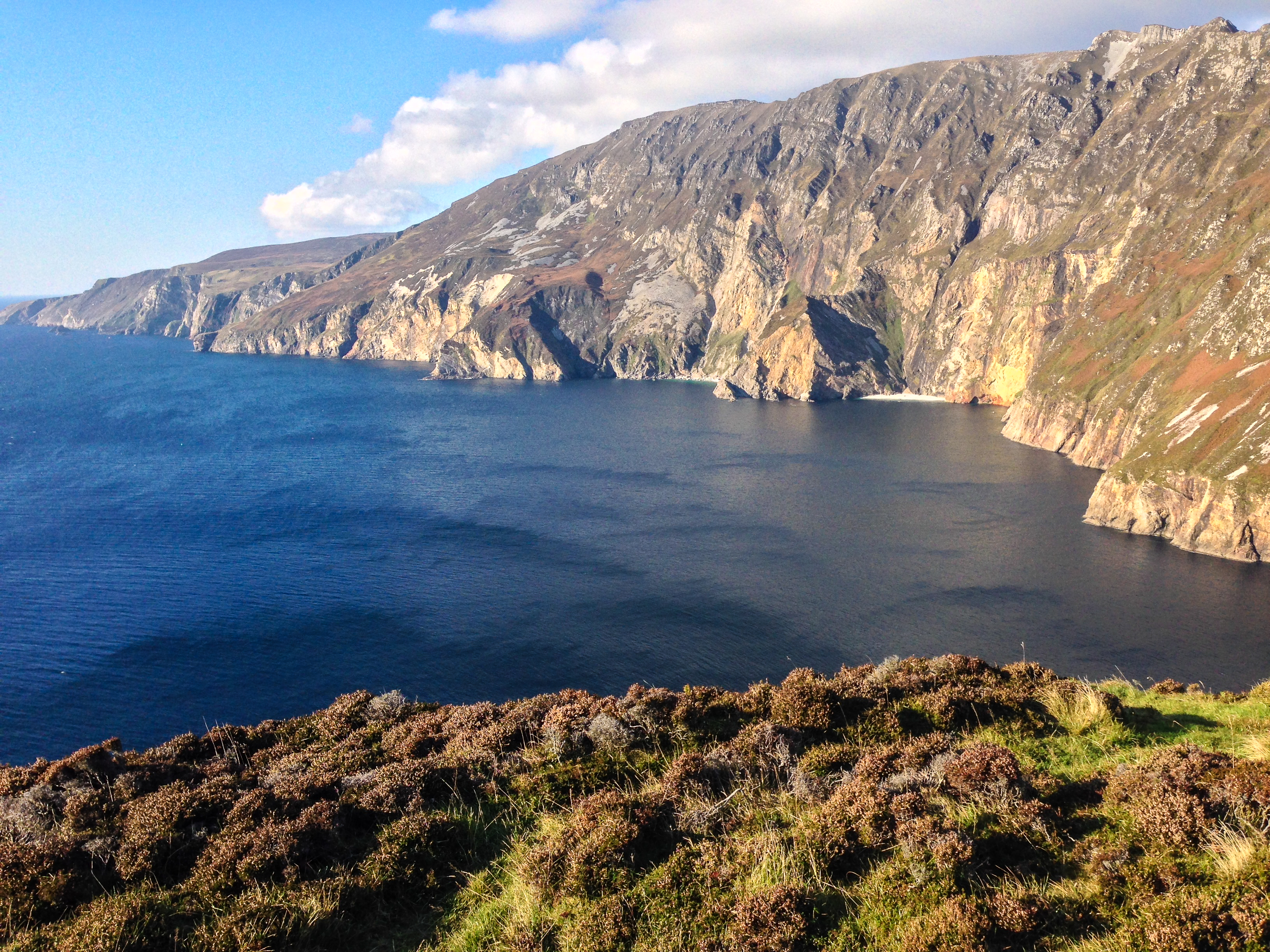

Kaart

De Slieve League (Iers: Sliabh Liag) is een berg aan de kust van de Atlantische Oceaan in County Donegal, Ierland. Met 601 meter heeft hij enkele van de hoogste zeekliffen op het eiland Ierland. Hoewel deze kliffen veel minder bekend zijn dan de Kliffen van Moher in County Clare, zijn ze ongeveer drie keer zo hoog.
De View Walk is de bekendste en meest gebruikte toegangsweg tot de kliffen. Deze weg is te bereiken vanuit Teileann en begint bij de parkeerplaats Bunglass, het uiterste punt waar men met de auto kan komen. Het terrein rond de kliffen is formeel privéterrein en wordt gebruikt voor het weiden van schapen. Vanaf Bunglass naar het uitzichtpunt moet worden gelopen. De weg is goed, maar voert soms erg dicht langs de kliffen. De weg sluit aan op het zogenaamde "One Man's Path", dat via een top van de kliffen op zijn beurt aansluit op een pelgrimspad. Dit pelgrimspad is de tweede toegangsweg naar de kliffen.

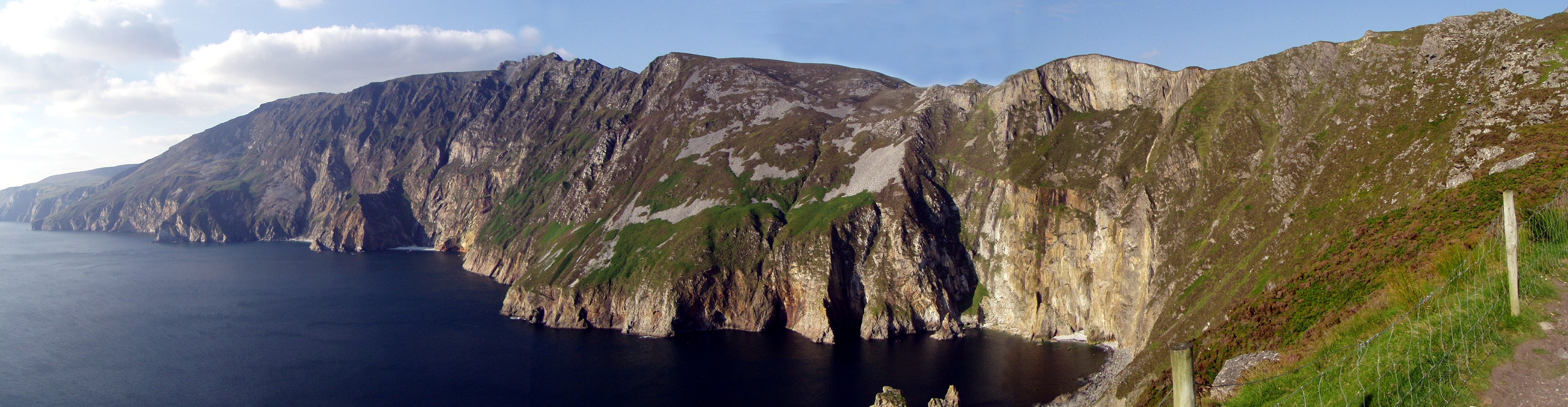
Uitzicht op Slieve League

## Fotogalerij

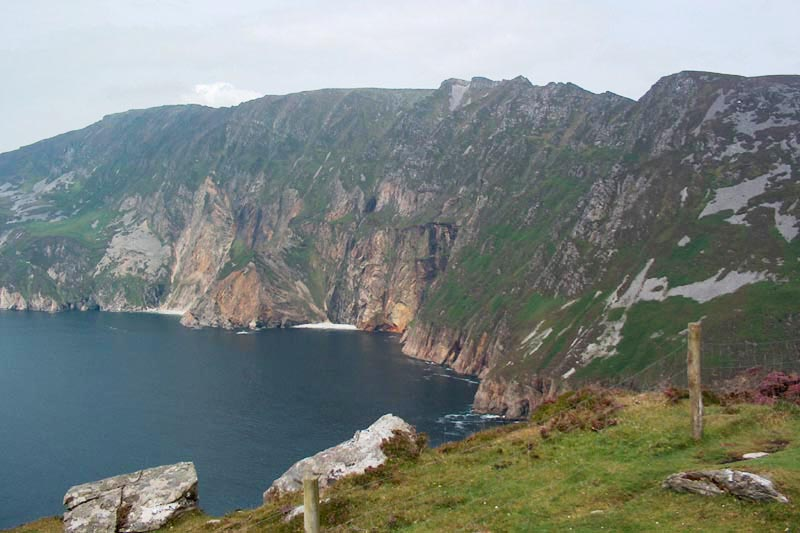
Overzicht
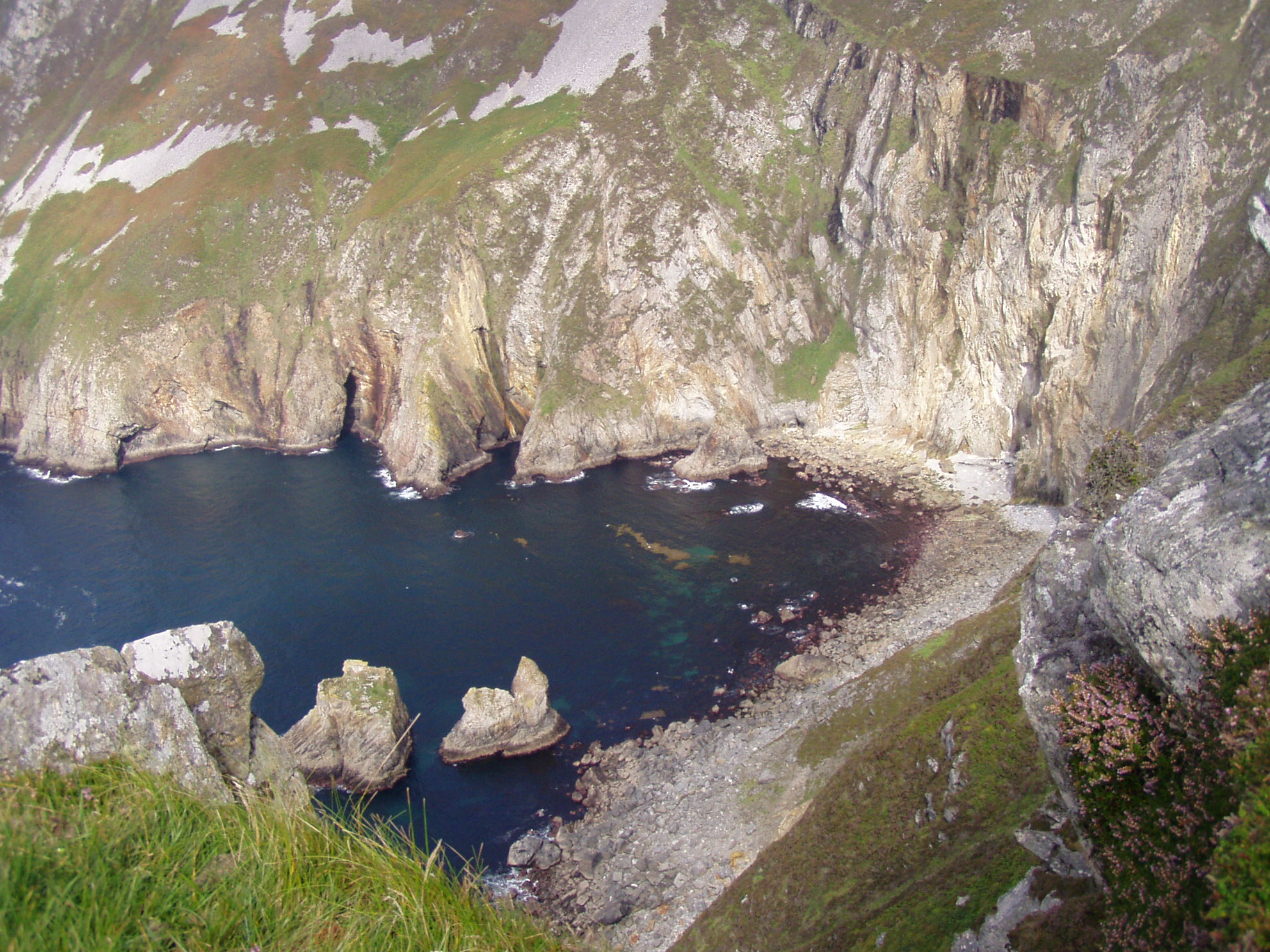
Blik naar beneden
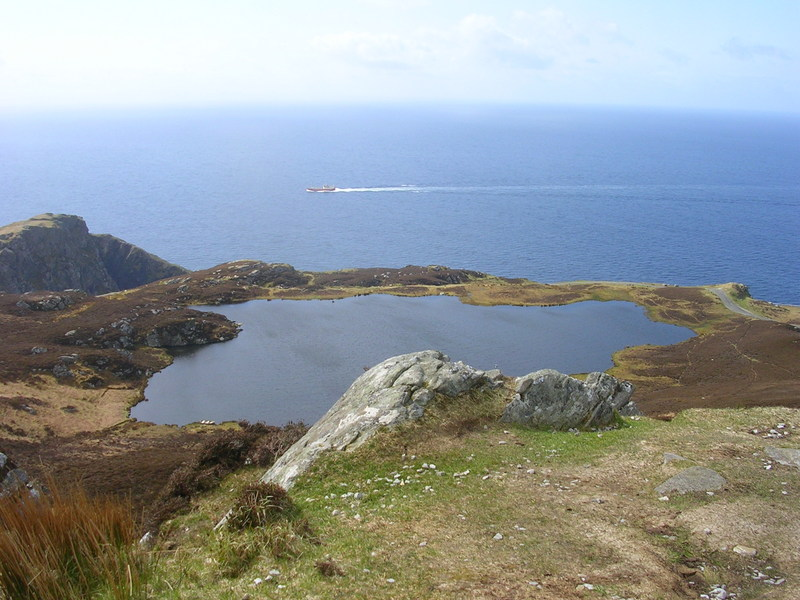
Meer langs de route naar de kliffen
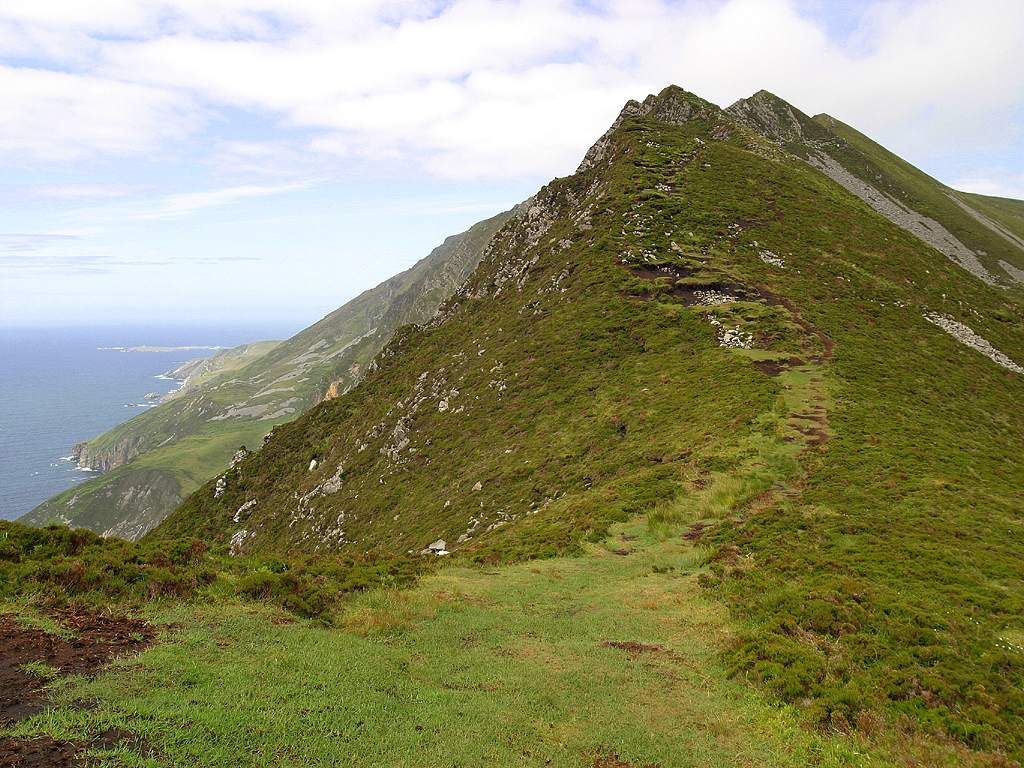
One Man's Path, het pad langs de top van de kliffen
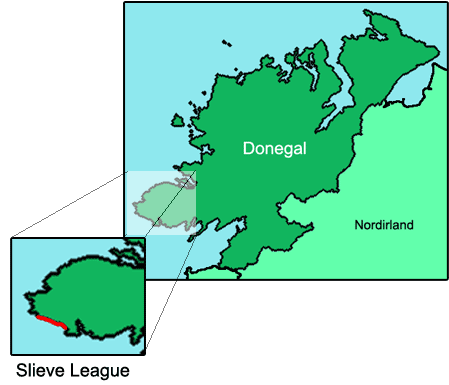
Locatie in Donegal